# لين فوكس (رسام)
لين فوكس (بالإنجليزية: Len Fox)‏ هو رسام أسترالي، ولد في 28 أغسطس 1905 في ملبورن في أستراليا، وتوفي في 3 يناير 2004 في سيدني في أستراليا.